# Khỉ đầu chó Guinea
Khỉ đầu chó Guinea, tên khoa học Papio papio, là một loài khỉ đầu chó trong họ Cercopithecidae, bộ Linh trưởng. Khỉ đầu chó Guinea sinh sống một khu vực nhỏ ở miền tây Châu Phi. Phạm vi của nó bao gồm Guinée, Sénégal, Gambia, miền nam Mauritanie và Tây Mali. Môi trường sống của nó bao gồm rừng khô, và tiếp giáp thảo nguyên cây bụi hoặc thảo nguyên. Khỉ đầu chó Guinea là loài khỉ đầu chó nhỏ nhất, có trọng lượng từ 13 đến 26 kg (28,6-57 lbs). Tuổi thọ của chúng từ 35 đến 45 năm.
Nó là động vật sống ban ngày và trên cạn, nhưng ngủ trên cây vào ban đêm. Nó sống trong đàn lên đến 200 cá thể, mỗi con ở một nơi theo một hệ thống phân cấp. Giống như tất cả khỉ đầu chó, nó ăn tạp, ăn trái cây, chồi, rễ, cỏ, rau, hạt, củ, lá, hạt, ngũ cốc, côn trùng, và động vật có vú nhỏ. Bởi vì nó ăn gần như bất cứ thứ gì có sẵn, nó có thể chiếm cứ các khu vực ít tài nguyên hoặc điều kiện khắc nghiệt. Sự hiện diện của nó có thể giúp cải thiện môi trường sống bởi vì nó đào nước và gieo hát giống qua chất thải, khuyến khích tăng trưởng thực vật.

## Hình ảnh

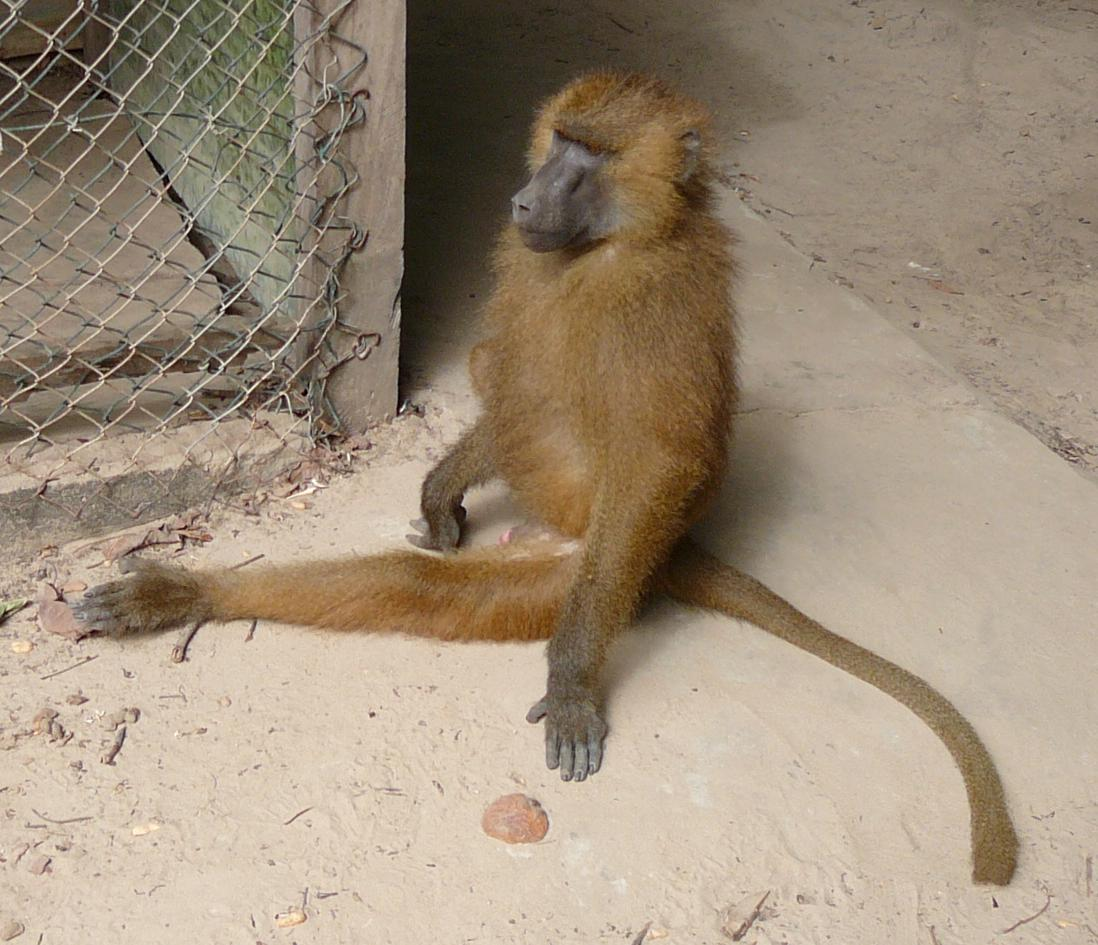
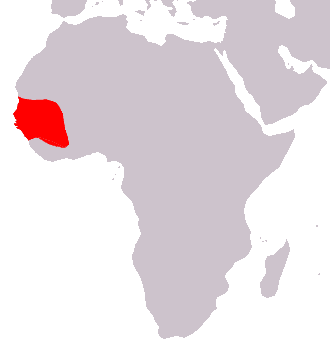
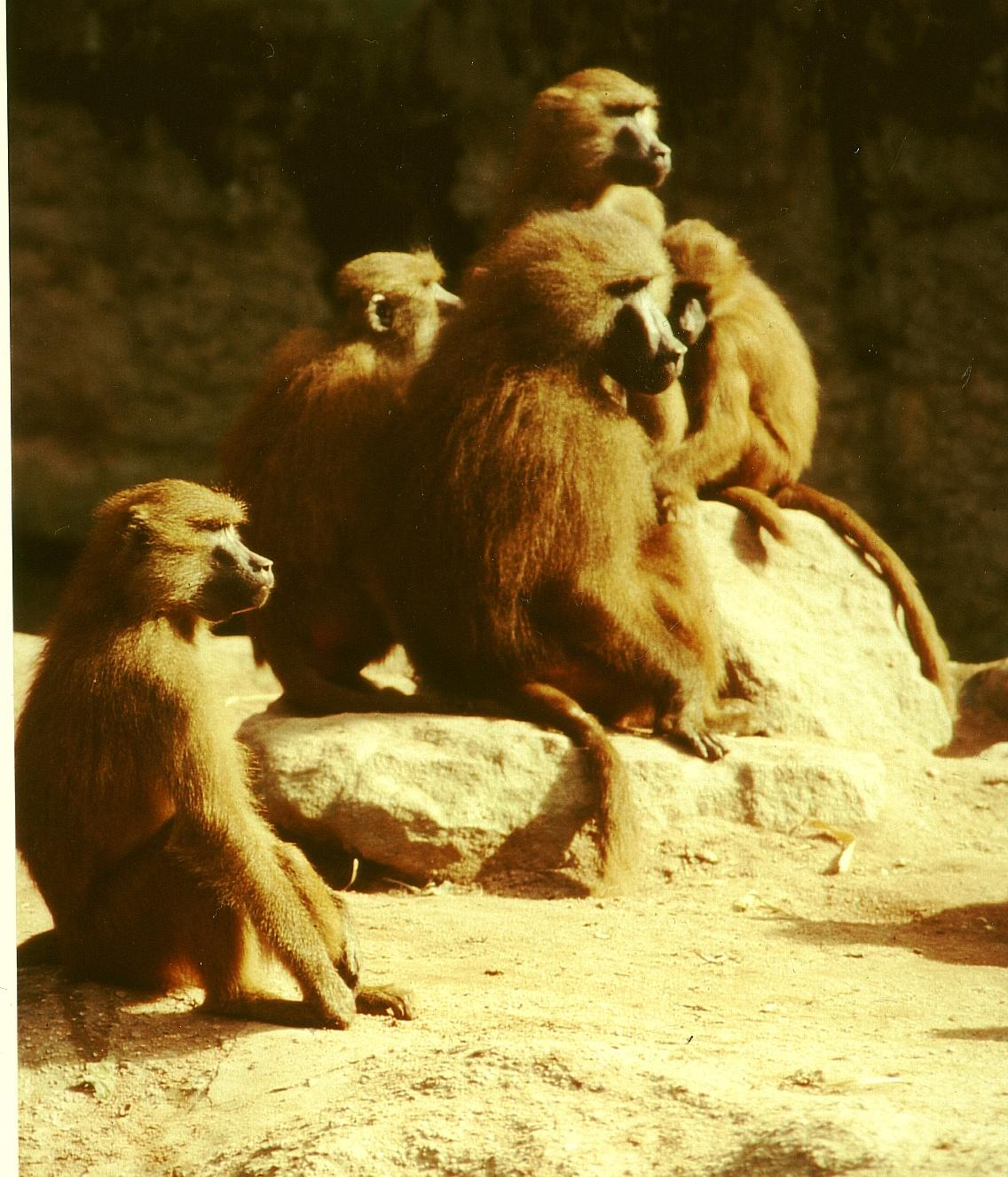
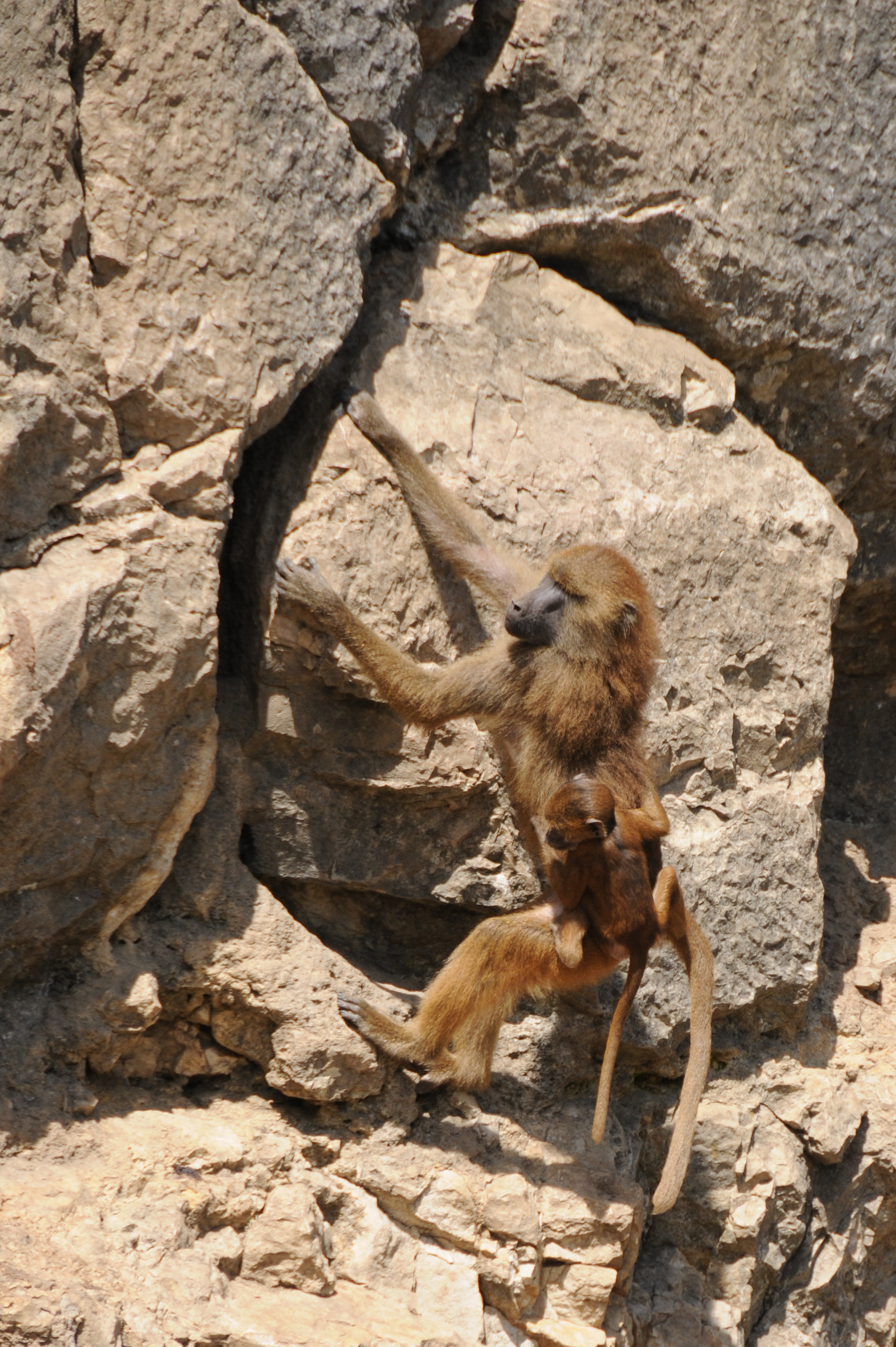